# Латера
Латера (італ. Latera) — муніципалітет в Італії, у регіоні Лаціо,  провінція Вітербо.
Латера розташована на відстані близько 100 км на північний захід від Рима, 33 км на північний захід від Вітербо.
Населення — 855 осіб (2014).

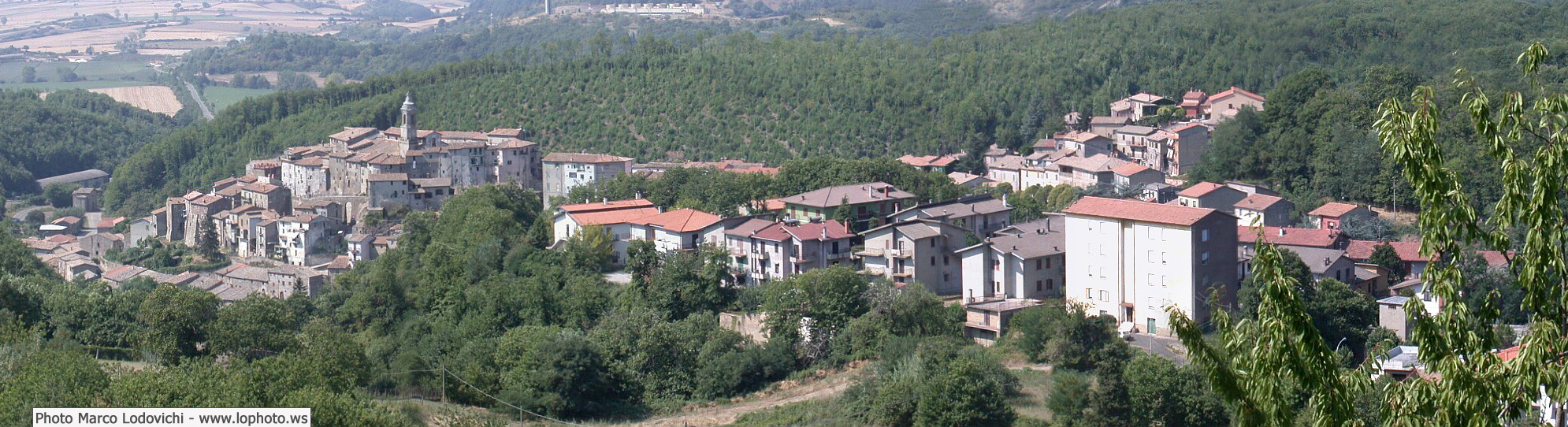

Щорічний фестиваль відбувається 23 листопада. Покровитель — San Clemente.

## Демографія
Населення за роками:

Станом на 1 січня 2023 року в муніципалітеті офіційно проживали 63 іноземці з 10 країн, серед них 24 громадяни країн Євросоюзу та 3 громадяни України.

## Сусідні муніципалітети
- Каподімонте
- Градолі
- Онано
- Пітільяно
- Сорано
- Валентано